# Dąbrowska Góra (Pogórze Rożnowskie)
Dąbrowska Góra (583 m) – wybitne wzniesienie na Pogórzu Rożnowskim. Jest to najwyższe wzniesienie w obrębie tego pogórza i ma charakter małej góry. Wznosi się na północ od wsi Dąbrowa i skrzyżowania dróg: drogi krajowej nr 75 i droga wojewódzkiej nr 975. Ta ostatnia prowadzi wschodnimi stokami Dąbrowskiej Góry od Dąbrowy nad Jezioro Rożnowskie.
Północno-zachodnie stoki Dąbrowskiej Góry opadają do doliny Dunajca tuż przed jego ujściem do Jeziora Rożnowskiego, północno-wschodnie do doliny potoku Jelnianka. W kierunku południowo-zachodnim od Dąbrowskiej Góry odchodzi grzbiet, który przez przełęcz łączy ją z Kurowską Górą. Wzniesienia te wraz z leżącą po przeciwnej, lewej stronie Dunajca Białowodzką Górą tworzą pierwsze przewężenie doliny Dunajca w jej pogórskim, trzecim przełomie. W kierunku wschodnim ciągnie się od Dąbrowskiej Góry dość długi grzbiet z wzniesieniem Klimkówka (512 m).
Większość stoków Dąbrowskiej Góry porasta las, ale na obydwa stoki grzbietu łączącego ją z Klimkówką wysoko podchodzą pola uprawne i zabudowania miejscowości Dąbrowa, Wielogłowy i Ubiad. Szczyt Dąbrowskiej Góry i grzbiet łączący go z Klimkówką są bezleśne, dzięki temu rozciągają się stąd szerokie panoramy widokowe. Przez las stokami Dąbrowskiej Góry prowadzi droga z Dąbrowy do Siennej, a przez szczyt szlak turystyki pieszej.
Szlak turystyczny
 Dąbrowa PKS – Dąbrowska Góra – Ubiad – Klimkówka – Kuminowiecka Góra – Librantowa